# Trans Angels
Trans Angels es un estudio de cine pornográfico estadounidense creado en julio de 2017, especializado en sexo transexual, que, tras la creación en 2015 de Transsensual, forma parte del conglomerado liderado por la canadiense Mile High Media. Danny Angel, designado como director de productos, se mostró "entusiasmado y orgulloso" del lanzamiento del nuevo estudio, que buscaba "reescribir por completo las reglas sobre el entretenimiento del sexo trans al trabajar con productores líderes en la industria y con los mejores talentos de la misma".
La primera actriz contratada por el estudio fue Domino Presley, remarcada como la imagen promocional de Trans Angels y por protagonizar la primera escena propiamente producida por el mismo, en la que también adquiría el rol de actriz principal, Fucked for the Very First Time, que contó con la participación del actor Pierce Paris y estuvo dirigida por Tom Moore. Posterior a dicha escena, Presley grabaría la película Domino - Angel Unveiled,
A finales de 2017, Trans Angels anunció el convenio con los Transgender Erotica Awards (TEA) para patrocinar los galardones que debían celebrarse en 2018. Fue también Danny Angel el encargado de comunicar la noticia, quien se mostró satisfecho de la unión entre ambos, esperando que dicha alianza "ayude a hacer posible el reconocimiento de los artistas transexuales en la industria de adultos, incluido el talentoso grupo de artistas con los que he tenido la suerte de trabajar [...] Nos esforzamos por resaltarlo [...] Los TEA nos permite hacer exactamente eso. No podríamos estar más agradecidos y emocionados".
Ha trabajado con las principales actrices transexuales, con nombres como Casey Kisses, Chanel Santini, Korra Del Rio, Ella Hollywood, Natassia Dreams, Daisy Taylor, Aspen Brooks, Jessy Dubai, Jane Marie, Aubrey Kate, Foxxy, Natalie Mars, Lena Kelly, Domino Presley, Khloe Kay, Bianka Nascimento, Kayleigh Coxx, Janelle Fennec, Bianca Reais, Venus Lux, Ryder Monroe, Nikki Vicious, Sarina Valentina, Jesse Flores, Alexa Scout, Jessica Foxx, Dita Dior, Annabelle Lane, Shiri Allwood, Marissa Minx, Jonelle Brooks, Angellica Good o Mia Maffia, entre otras.
El estudio ha creado de diversas producciones, como las parodias pornográficas Wonder Woman: A XXX Trans Parody y Tomb Raider: A XXX Trans Parody, ambas protagonizadas por Chanel Santini. Otros títulos independientes de Trans Angels han sido An Angel In the Family, Angel Next Door, Angels In Uniform, Angels Love Angels, Angels Sneak Around, Bang My Stepmom, Family Friend With Benefits, Girls' Trip, Housewives, Stepmom Seductions o Transangels Motorcycle Club.